# 吉永南央
吉永 南央（よしなが なお、1964年 -）は、日本の小説家、推理作家。埼玉県生まれ。

## 略歴
群馬県立女子大学文学部美学美術史学科卒業。2004年、「紅雲町のお草」で第43回オール讀物推理小説新人賞を受賞。2008年、同作品を含む連作短編集『紅雲町ものがたり』が刊行され、単行本デビュー。紅雲町で小蔵屋というお店を営むおばあさんが、街で起きた小さな事件を解決する「紅雲町珈琲屋こよみ」シリーズは、累計30万部を突破している。
他の作品に『オリーブ』、『アンジャーネ』等がある。

## 作品リスト

### 紅雲町珈琲屋こよみシリーズ
別名「お草さんシリーズ」とも言われる。
- 紅雲町ものがたり（2008年1月 文藝春秋 ISBN 9784163266503）
  - 【改題】萩を揺らす雨 紅雲町珈琲屋こよみ（2011年4月 文春文庫 ISBN 9784167813017）
- その日まで 紅雲町珈琲屋こよみ（2011年5月 文藝春秋 ISBN 9784163805603 / 2012年11月 文春文庫 ISBN 9784167813031）
- 名もなき花の 紅雲町珈琲屋こよみ（2012年12月 文藝春秋 ISBN 9784163818603 / 2014年7月 文春文庫 ISBN 9784167901356）
- 糸切り 紅雲町珈琲屋こよみ（2014年8月 文藝春秋 ISBN 9784163901107 / 2016年12月 文春文庫 ISBN 9784167907471）
- まひるまの星 紅雲町珈琲屋こよみ（2017年1月 文藝春秋 ISBN 9784163905907 / 2018年3月 文春文庫 ISBN 9784167910303）
- 花ひいらぎの街角 紅雲町珈琲屋こよみ（2018年2月 文藝春秋 ISBN 9784163907949）

### その他の作品
- 誘（）う森（2008年6月 東京創元社〈ミステリ・フロンティア〉 ISBN 9784488017460 / 2011年8月 創元推理文庫 ISBN 9784488422110）
- Fの記憶（2009年10月 角川書店 ISBN 9784048740012）
  - Ｆの記憶 ―中谷君と私―（2018年1月 角川文庫 ISBN 9784041063439）《2009年刊を加筆、修正》
- オリーブ（2010年2月 文藝春秋 ISBN 9784163289700 / 2012年2月 文春文庫 ISBN 9784167813024）
- アンジャーネ（2011年1月 東京創元社 ISBN 9784488024703）
  - 【改題】ランタン灯る窓辺で - アパートメント・ストーリーズ（2013年6月 創元推理文庫 ISBN 9784488422127）
- RE*PAIR（2012年10月 中央公論新社 ISBN 9784120044335）
  - 【改題】リペア RE*PAIR（2015年10月 中公文庫 ISBN 9784122061781）
- 青い翅（2014年12月 双葉社 ISBN 9784575238853）
- キッズタクシー（2015年3月 文春文庫 ISBN 9784167903251）
- ヒワマン日和（2016年8月 光文社 ISBN 9784334911119）

### アンソロジー
- エール!3（2013年10月 実業之日本社文庫 ISBN 9784408551470）「シンプル・マインド」

## 映像化作品
テレビドラマ
- 紅雲町珈琲屋こよみ（2015年4月29日、NHK総合、主演：富司純子、原作：『萩を揺らす雨 紅雲町珈琲屋こよみ』『その日まで 紅雲町珈琲屋こよみ』）